# Blomberg (Renania Settentrionale-Vestfalia)
Blomberg è una città di 15 095 abitanti del Renania Settentrionale-Vestfalia, in Germania.
Appartiene al circondario (Kreis) della Lippe (targa LIP).